# 六甲事件
六甲事件（ろっこうじけん）は、1914年（大正3年）に日本領台湾の嘉義庁六甲で発生した武装蜂起。首謀者の経歴や動機などから、他の武装蜂起とは異なり、台湾抗日運動と看做すことが出来ないという意見もある。

## 概要
首謀者の羅嗅頭は元々資産家の出であったが、没落して強姦事件を起こすまでに落ちぶれていた。そこに窃盗事件を起こして逃亡中の羅獅と出会い意気投合、台湾総督府警察を敵視して襲撃する計画が立てられた。しかし、武器調達のために交番に忍び込んだ事が発覚し、警察の捜索を受ける身となった。羅一党は警察に反撃したものの、あっけなく敗れ、羅嗅頭は自殺した。最終的に8人が死刑になった。